# Université du roi Fayçal
Pour les articles homonymes, voir KFU.
L'université du roi Fayçal (en anglais : King Faisal University ou KFU) est une université publique saoudienne, fondée en 1975 (1395H), par décret royal, avec un campus principal à Al-Hufuf et Al-Hassa. Inaugurée par le défunt roi Fayçal ben Abdelaziz Al Saoud, le 6 du Jamada II, 1397 H, elle comprend quatre collèges, Agriculture et Agro-alimentaire, Médecine vétérinaire et Ressources animales, Médecine, Architecture.

## Localisation
Située au sud de la ville de Hofuf, elle occupe un espace total de 4 000 000 m2. Agriculture et Vétérinaire, à proximité de Guaiba dispose également de 6 000 000 m2. L'hôpital du nouveau campus d'enseignement (en construction), avec une capacité de 400 lits, dispose de son propre terrain, de 1 500 000 m2, à 25 km d'Al-Hufuf.